# Ernesto Kranwinkel
Ernesto Kranwinkel (4 de noviembre de 1964) es un afamado narrador y analista deportivo de la República Dominicana  para los  juegos de la NBA y MLB. Nació en Santo Domingo, República Dominicana.

## Carrera
Hijo del Ing. Ernesto Kranwinkel y de Altagracia Aquino. Ernesto es sobrino de Frank Kranwinkel, quien está en el Salón de la Fama del Deporte Dominicano por ser el mejor baloncestista de los años 60 y un gran narrador de baloncesto en los años 70 y 80. su bisabuelo Andrés Aquino fue parte de los fundadores del Escogido Baseball Club, equipo profesional de Béisbol de Invernal Dominicano. Nació en Santo Domingo el 4 de noviembre de 1964. Comenzó su carrera de narrador en el año 1981 en el baloncesto superior del Distrito nacional. 
En sus inicios como locutor, el joven Kranwinkel impresionó a los oyentes con frases originales e impactantes. Se presentaba con una excelente voz de locutor y una excelente dicción. Realizaba una extraordinaria descripción en las jugadas y usaba frases alegres y originales que la afición adoptó y usó coloquialmente por toda la República Dominicana. Ernesto también fue popular como narrador de baloncesto, viajando al interior de la República en los torneos principales. En 1986, cuando se realizaron los XV juegos centroamericanos y del Caribe en la ciudad de Santiago, transmitió todos los juegos de baloncesto por OTRA TV, la empresa transmisora de dichos juegos.
Las frases más famosas de kranwinkel en Baloncesto son:
- “oíste Robiou”
- “bombaaaa, grandeeee” para los tiros de 3
- “uno, dos pasos con la micaaaa, buenoo”
- “tiro de salto, largooo”
- “cerca del aro, a quema ropaaaa”
- “la pone en bandeja”
- “4-40 Juan Luis!“

Las frases más famosas de kranwinkel en baseball son
- “La recta en el centro del blanco”
- “Swing en blanco y se poncha”
- “Batazo como una luna de miel, Para dos”
- “El inning está a punto de mate”
- Batazo elevado y engarza

Algunos destacados de Ernesto Kranwinkel:
- Bautizó al lanzador dominicano Pedro Martínez como "Pedro el Grande".
- Creó el eslogan: "Brillan las estrellas",  para el equipo de béisbol Estrellas Orientales
- Narra los jonrones con un famoso grito de: "Batazo grande, que se va, que se va, que se va…"
- En el home run 59 de Sammy Sosa conectado en Wrigley Field en 1998, la cadena WGN pidió a Kranwinkel narrar un turno y su voz recorrió el mundo, ese día Sport Center de ESPN colocaba el inicio del programa con el grito del espectacular narrador que estaba en vivo desde el estadio.
- Narro para RD en vivo el juego de las estrellas de MLB en 1999, donde Pedro Martínez poncho 5 bateadores en las primeras dos entradas.
- Estuvo involucrado con la empresa “DEPORTES EN LA CUMBRE” que en 1987 obtuvo los derechos de transmisión de NBA y MLB para República Dominicana.
- El 13 de febrero de 1994, Ernesto Kranwinkel hizo historia transmitiendo por primera vez para televisión en vivo desde la arena de Minnesota a la República Dominicana, el juego de estrellas de la NBA.
- El 7 de junio de 1995, Ernesto Kranwinkel hizo historia transmitiendo por primera vez para televisión en vivo desde la arena de Orlando, florida, hacia la República Dominicana, las FINALES de la NBA.
- El 17 de agosto de 1998, Ernesto Kranwinkel hizo historia transmitiendo por primera vez para televisión en vivo desde el Wrigley Field de chicago, hacia la República Dominicana, la carrera de jonrones entre Sammy Sosa y Mark Mcgwire.
- El 7 de octubre de 2000, Ernesto Kranwinkel hizo historia transmitiendo por primera vez para televisión en vivo desde el Yankee Stadium, hacia la República Dominicana, la serie Mundial de la MLB llamada la serie del SUBWAY.
- El programa principal de su carrera fue “DEPORTES EN LA CUMBRE”.
- Fue el coordinador y creador de las transmisiones de NBA Y MLB por CDN un canal de grandes ligas. Narró estas finales del 2017 desde Cleveland, directo en vivo por CDN SPORT MAX, para República Dominicana.
- A Kranwinkel le fue otorgado el Cronista de TV del año en 1999

- Datos: Q33126367